# Acrossus bimaculatus
Espèce
Acrossus bimaculatus est une espèce d'insectes coléoptères, présente dans les régions paléarctiques (l'est de l'Europe centrale, nord et est de l'Europe jusqu'en Kirghizie).